# Océanite minute
Hydrobates microsoma
Espèce
Synonymes
- Halocyptena microsoma
- Oceanodroma microsoma (protonyme)

Statut de conservation UICN

 LC  : Préoccupation mineure
L'Océanite minute (Hydrobates microsoma) est une espèce d'oiseaux de la famille des Hydrobatidae.

## Répartition
Cet oiseau niche au large de la péninsule de Basse-Californie et dans le Golfe de Californie au large du Mexique.